# روبرت مانلي باركر
روبرت مانلي باركر (بالإنجليزية: Robert Manley Parker)‏ هو قاضي ومحامي أمريكي، ولد في 19 أكتوبر 1937 في لونغفيو في الولايات المتحدة.